# Aedes soleatus
Aedes soleatus är en tvåvingeart som beskrevs av Edwards 1941. Aedes soleatus ingår i släktet Aedes och familjen stickmyggor. Inga underarter finns listade i Catalogue of Life.